# Landverovertje
Landverovertje, ook wel landjepik of landkapertje genoemd, is een spel dat door twee of meer personen kan worden gespeeld, meestal buiten. Er bestaan drie varianten; een wordt met krijt op een harde ondervloer gespeeld, een ander met een mes op een ondergrond van zand, en de laatste met een bal.

## Mesvariant
Bij deze variant wordt in het zand of grond een cirkel of rechthoek/vierkant in de (harde) ondergrond getekend. Vervolgens worden bij de cirkel, vanuit het middelpunt lijnen getrokken die de cirkel verdelen in evenveel stukken als er deelnemers zijn. Bij een rechthoek wordt het speelveld in gelijke rechthoeken verdeeld. De resulterende stukken zijn van gelijke grootte. Deelnemers werpen hun mes of soms een pin, om de beurt in het gebied of vlak van de tegenstander. Een lijn wordt getrokken door de snijlijn van het mes, en het zo gewonnen gebied wordt bij het eigen vlak gevoegd. Bij een pin wordt de grens getrokken in de richting van de pin.
Het doel van het spel is een zo groot mogelijk gebied te veroveren. Wie aan het einde van het spel - dat kan op elk moment zijn – het grootste gebied heeft, is de winnaar. Het is niet altijd duidelijk te zien wat het grootste deel is en wie dan de winnaar is.

### Spelregels
- Via loting wordt de volgorde van werpen vastgesteld.
- Bij het werpen moet men min-of-meer rechtop staan en met minstens één voet op het eigen grondgebied kunnen staan. Kan dit niet meer dan is het spel (voor die speler) beëindigd. Uiteraard is de laatst overgebleven speler de winnaar.
- Het werpen is zoals een messenwerper dat doet (vasthouden achterzijde mes of pin zodat het mes of pin tijdens de vlucht met de scherpe punt naar de ondergrond draait).
- Het mes of de pin moet in de grond staan. Indien dit niet het geval is vergaat de beurt.
- Indien met een pin wordt gegooid en die pin staat loodrecht op de ondergrond dan is de worp ongeldig (de richting waaronder de nieuwe grens getrokken moet worden kan dan niet bepaald worden).
- Alleen het veroverde gebied dat aan het eigen gebied grenst kan ingenomen worden.

Omdat op (school)speelplaatsen geen gebied meer beschikbaar is met een geschikte ondergrond en door het verbod van dragen van messen of pinnen wordt dit spel tegenwoordig niet meer gespeeld op deze wijze.

## Krijtvariant
Hieronder volgt een beschrijving hoe het spel vroeger gespeeld werd.
Er wordt een cirkel op de grond getekend. Vanuit het middelpunt worden lijnen getrokken cirkel verdeeld wordt in evenveel stukken als er landen zijn. In het midden wordt er een kleinere cirkel getrokken: Niemandsland. Elke deelnemer kiest welk land hij wil zijn en zet de naam in zijn stuk land. Om de beurt wordt er gezegd wie er land mag veroveren. Diegene die aan de beurt is, rent drie rondjes door alle landen heen en roept dan: "Stop." De andere landen zijn tijdens het rondrennen 'gevlucht' uit hun eigen land en stoppen op het moment dat er stop geroepen wordt. Vanuit het land van de veroveraar mag de veroveraar proberen om de vluchters aan te raken. Dat kan bijvoorbeeld liggend op de grond, met één voet nog in het eigen land. Ook mag dit vanuit het niemandsland. Kun je een vluchter aan tikken vanuit je eigen land, dan zet je een cirkel om de voeten van de vluchter heen. Hierin zet je de naam van je eigen land. De vluchter gaat weer in zijn eigen land in de cirkel staan. Vervolgens geeft de veroveraar het commando lopen, totdat de volgende vluchter in de buurt komt om te tikken. De vluchters kunnen ook proberen met een grote sprong in hun eigen land terecht te komen, zonder dat de veroveraar hen kan aantikken. Als iedereen weer in zijn eigen land is, begint het spel weer van voren af aan met een andere veroveraar. Als vluchter kun je na een tijdje proberen om via de veroverde landjes weer in je eigen land te komen zonder getikt te worden.

## Balvariant
Net als bij krijtvariant wordt er met krijt een cirkel op de grond getekend met de landen verdeeld over deelnemers. In plaats van drie rondjes rennen gooit een persoon de bal in de lucht en roept de naam van de gene die land mag veroveren ('Stand in de mand en de bal is voor... NAAM'/ 'Ik verklaar de oorlog aan....LAND!'). Zodra de bal is losgelaten probeert de rest zo ver mogelijk te rennen en de gene die zijn naam is geroepen probeert de bal zo snel mogelijk vast te hebben. Zodra deze de bal heeft roept hij "STOP!". iedereen staat dan stil richt zich naar hem en spreiden hun benen. De landveroveraar mag nu iemand uitzoeken waar hij de bal vanaf de plek waar hij zijne heeft gevangen door iemands benen heen rollen. Wanneer het lukt om de bal door iemand benen door te rollen wordt er met krijt een cirkel om dit persoon heen getekend, en het land van de landveroveraar erin geschreven. In deze plek is hij veilig in een volgende beurt, dit stuk land kan niet door iemand anders veroverd worden. Dit persoon is tevens de volgende die de bal mag gooien en de oorlog verklaren. Als de balvanger de bal heeft en stop heeft geroepen, en zijn eigen landje is een stap/sprong verwijderd van hem mag hij daarnaartoe(ook bewijzen dat hij dat in een stap/sprong kan) om vanaf daar de bal door iemands benen te rollen. Zo kan hij meerdere stappen zetten als hij meerdere landen achter elkaar heeft liggen.
In het eind gaat het erom wie de meeste landjes heeft.